# 삼성 갤럭시 S21
삼성 갤럭시 S21, 삼성 갤럭시 S21+, 삼성 갤럭시 S21 울트라는 2021년 1월 갤럭시 언팩에서 공개된 안드로이드 스마트폰이며 갤럭시 S20의 후속 기종이다. S21, S21+, S21 울트라, S21 FE 이렇게 4가지 모델로 출시되었다. S21 울트라는 S펜을 지원한다.(펜은 별도 구입). 삼성 갤럭시 S21 FE는 2022년 1월 4일에 공개되었다.

## 라인업
라인업은 4개의 장치로 구성되며, 처음에는 갤럭시 S21이 더 작은 화면 크기와 (플라스틱) 폴리카보네이트 후면으로 값이 가장 저렴했다. 이후 동일한 재료에서 카메라 범프도 폴리카보네이트인 갤럭시 S21 FE로 언더컷되었다.   갤럭시 S20+와 달리 갤럭시 S21+는 더 큰 디스플레이, 더 높은 배터리 용량, 플라스틱 대신 유리 뒷면을 제외하고 사양 면에서 S21과 매우 유사하다. 갤럭시 S21 울트라는 레이저 자동 초점 기능이 있는 108MP 메인 센서와 더 높은 해상도의 1440p 디스플레이로 강조된 고급 카메라 설정을 포함하여 다른 모델에 비해 훨씬 더 큰 화면 크기, 배터리 및 기타 여러 가지 개선 사항을 갖추고 있다. S21 울트라는 S펜을 지원하는 갤럭시 S 시리즈 최초의 휴대폰이기도 하다. 비록 별도로 판매되고 기능이 제한되어 있기는 하지만 말이다.

## 하드웨어

### 카메라
S21과 S21+는 12MP F/1.8의 메인 카메라, 12MP F/1.8의 초광각 카메라, 64MP F/2.0의 망원 카메라로 구성되어있다. 전면 카메라는 10MP이다. 

S21 울트라는 108MP F/1.8의 메인 카메라,
12MP F/2.2의 초광각 카메라, 10MP F/2.4의 망원 카메라(5배 광학 줌), 10MP F/4.9의 폴디드 망원 카메라(10배 광학 줌)으로 구성되어 있다. 전면 카메라는 40MP이다. 여기서 폴디드 망원 카메라는 잠망경처럼 렌즈로 들어온 빛을 수직으로 굴절시켜 이미지 센서로 들어가게 하는 방식인데, 이렇게 하여 광학 줌을 위한 공간을 만들어내 고배율 광학 줌을 구현할 수 있다. 10배 광학줌 + 90배 디지털 줌으로 최대 100배줌이 가능하다. S21, S21+, S21 울트라 세 기종 모두 8K 24fps 동영상 촬영이 가능하다.
| 모델                | 모델 | Galaxy S21 & S21+                         | Galaxy S21 Ultra                         | Galaxy S21 FE                                   |
| ------------------- | ---- | ----------------------------------------- | ---------------------------------------- | ----------------------------------------------- |
| Wide                | 사양 | 12 MP, f/1.8, 26 mm, 1/1.76", DPAF, OIS   | 108 MP, f/1.8, 24 mm, 1/1.33", PDAF, OIS | 12 MP, f/1.8, 26 mm, 1/1.76", Dual PDAF, OIS    |
| Wide                | 모델 | Samsung S5K2LD or Sony IMX555             | Samsung S5KHM3                           | Samsung S5K2LD or Sony IMX555                   |
| Ultrawide           | 사양 | 12 MP, f/2.2, 13 mm, 1/2.55", fixed focus | 12 MP, f/2.2, 13 mm, 1/2.55", DPAF       | 12 MP, f/2.2, 15 mm, 1/3.1", Fixed Focus        |
| Ultrawide           | 모델 | Samsung S5K2LA                            | Sony IMX563                              | Samsung S5K3L6                                  |
| Telephoto           | 사양 | 64 MP, f/2.0, 29 mm, 1/1.72", PDAF, OIS   | 10 MP, f/2.4, 70 mm, 1/3.24", DPAF, OIS  | 8 MP, f/2.4, 76 mm, 1/4.5", PDAF, OIS (3x zoom) |
| Telephoto           | 모델 | Samsung S5KGW2                            | Samsung S5K3J1                           | SK Hynix HI-847                                 |
| Periscope Telephoto | 사양 | -                                         | 10 MP, f/4.9, 240 mm, 1/3.24", DPAF, OIS | -                                               |
| Periscope Telephoto | 모델 | -                                         | Samsung S5K3J1                           | -                                               |
| Front               | 사양 | 10 MP, f/2.2, 26 mm, 1/3.24", DPAF        | 40 MP, f/2.2, 26 mm, 1/2.8", PDAF        | 32 MP, f/2.2, 26 mm, 1/2.74", Fixed Focus       |
| Front               | 모델 | Sony IMX374                               | Samsung S5KGH1                           | Sony IMX616                                     |

### 디스플레이
S21과 S21+는 각각 6.2인치, 6.7인치의 크기를 가졌으며 해상도는 20:9비율 2400 x 1080이다. FHD(1920 × 1080) 해상도에서 세로 길이를 화면 비율에 맞게 늘린 형태이다. 전작인 S20 시리즈와는 다르게 화면 양옆 가장자리가 평평한 플렛 디스플레이를 적용하였으며 화면 상단 중앙에 전면 카메라를 위한 구멍이 원 모양으로 뚫어있다. 48Hz ~120Hz까지 자동으로 주사율을 변경하는 가변식 주사율 디스플레이가 탑재되었다.

S21 울트라는 6.8인치 20:9비율 3200 ×1440 해상도를 가진 디스플레이를 탑재하였으며 이는 QHD(2560 × 1440) 해상도에서 화면 비율에 맞게 세로 길이를 늘린 형태이다. 화면 양옆 가장자리가 굴곡이 져있는 엣지 디스플레이가 탑재되었으며 디스플레이 상단 중앙에 전면 카메라를 위한 구멍이 원 모양으로 뚫여있다. 10Hz ~ 120Hz 구간을 자동으로 조절이 가능한 가변식 주사율 디스플레이를 탑재하였다.
| 모델      | 디스플레이 크기 (인치) | 디스플레이 해상도 | 최대 주사율 | 가변 주사율     | 모양        |
| --------- | ---------------------- | ----------------- | ----------- | --------------- | ----------- |
| S21       | 6.2                    | 2400x1080         | 120 Hz      | 48 Hz to 120 Hz | 평평한 측면 |
| S21 FE    | 6.4                    | 2340x1080         | 120 Hz      | 60Hz /120 Hz    | 평평한 측면 |
| S21+      | 6.7                    | 2400x1080         | 120 Hz      | 48 Hz to 120 Hz | 평평한 측면 |
| S21 Ultra | 6.8                    | 3200x1440         | 120 Hz      | 10 Hz to 120 Hz | 커브드 측면 |

### 스토리지
| 모델      | Galaxy S21 | Galaxy S21 | Galaxy S21+ | Galaxy S21+ | Galaxy S21 Ultra | Galaxy S21 Ultra | Galaxy S21 FE | Galaxy S21 FE |
| --------- | ---------- | ---------- | ----------- | ----------- | ---------------- | ---------------- | ------------- | ------------- |
|           | RAM        | 스토리지   | RAM         | 스토리지    | RAM              | 스토리지         | RAM           | 스토리지      |
| Variant 1 | 8GB        | 128GB      | 8GB         | 128GB       | 12GB             | 128GB            | 6GB           | 128GB         |
| Variant 2 | 8GB        | 256GB      | 8GB         | 256GB       | 12GB             | 256GB            | 8GB           | 128GB         |
| Variant 3 | -          | -          | -           | -           | 16GB             | 512GB            | 8GB           | 256GB         |

S21 및 S21+는 내부 저장소로 128GB 및 256GB 옵션과 함께 8GB RAM을 제공한다. S21 울트라에는 128GB 및 256GB 옵션이 포함된 12GB RAM과 512GB 내부 저장소가 포함된 16GB 옵션이 있다. S21 FE는 내부 저장소로 128GB 및 256GB 옵션과 함께 6GB 및 8GB RAM을 제공한다. 4개 모델 모두 S20 시리즈에 있었던 microSD 카드 슬롯이 없다.

### 배터리
S21은 4000mAh, S21+는 4800mAh, S21 울트라는 5000mAh 용량의 일체형 배터리를 탑재하였다.
S21, S21 FE, S21+ 및 S21 Ultra에는 각각 고정식 4000mAh, 4,500mAh, 4800mAh 및 5000mAh Li-Po 배터리가 포함되어 있다. 4가지 모델 모두 최대 25W의 USB-C 유선 충전(USB Power Delivery 사용)과 최대 15W의 Qi 유도 충전을 지원한다. 또한 이 휴대폰은 "Wireless PowerShare"라는 브랜드의 S21 자체 배터리 전원으로 최대 4.5W로 다른 Qi 호환 장치를 충전할 수 있는 기능도 갖추고 있다.

### 연결
기기 하단부에 USB Type-C 규격의 단자가 위치해 있으며 버전은 3.2 Gen1이다.
3.5mm 단자가 탑재되어있지 않아 충전과 유선 이어폰 소리 출력 둘 다 Type-C 단자에서 한다. Wi-fi 버전은 6이며 블루투스 버전은 5.0이다.

## 한국 출시
2021년 1월 15일 ‘갤럭시 언팩 2021'에서 공개되었다. 출시가는 S21은 99만9000원, S21+는 119만9000원, S21 울트라 12GB RAM 모델은 145만2000원, S21 울트라 16GB RAM 모델은 159만9400원이다.

## 디자인

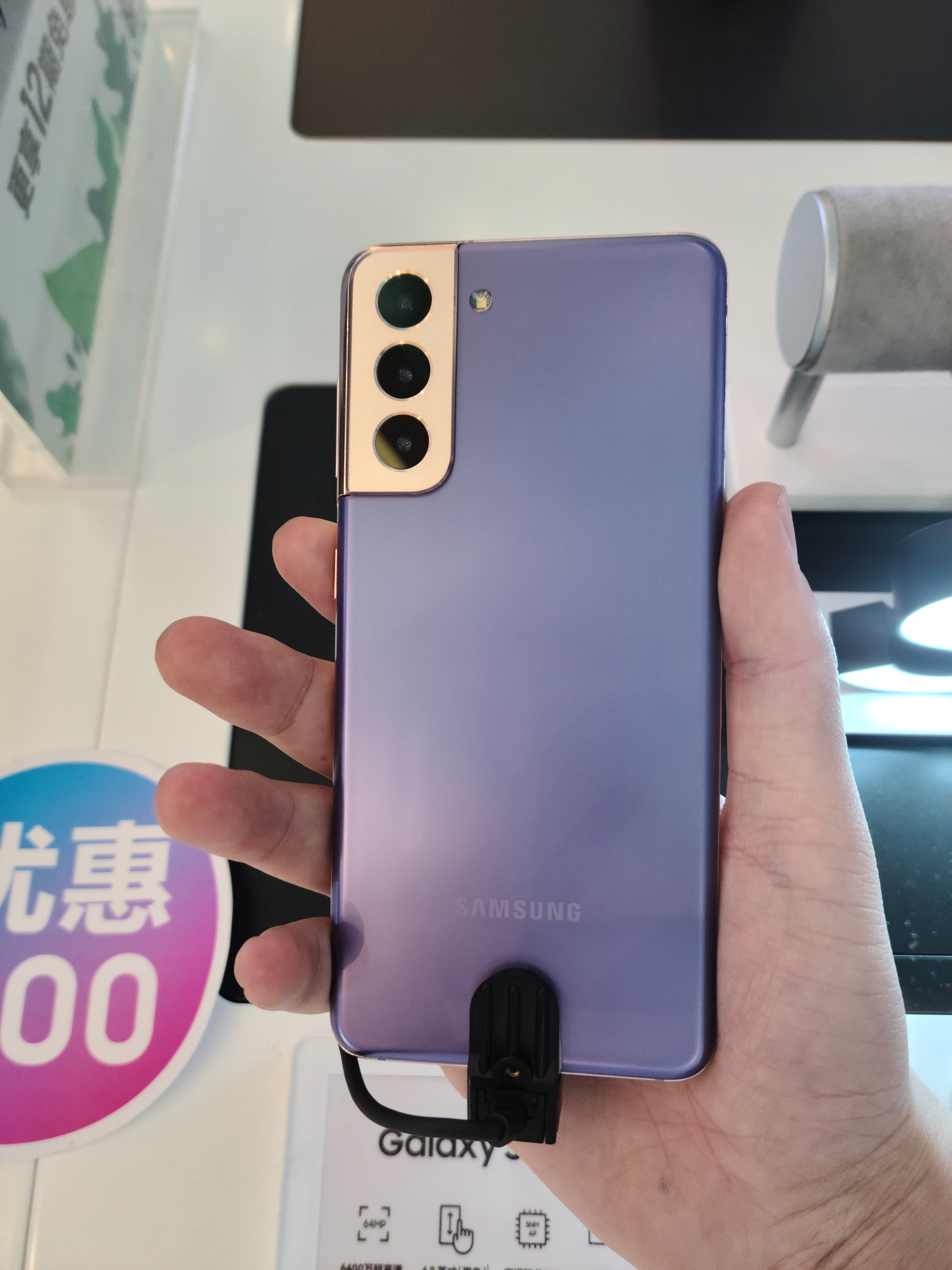
갤럭시 S21+후면(S21과 S21+의 디자인은 동일하다)

전면부 대부분은 디스플레이가 차지하고 있으며, 상단 정중앙에 전면 카메라를 위한 공간을 제외하고 나머지 부분은 디스플레이를 적용했다.(Infinity-O-display) 그리고 후면 카메라 모듈이 좌측에 위치해 있다.
S21은 팬텀그레이, 팬텀화이트, 팬텀바이올렛, 팬텀 핑크로 4가지 색상이 있고, S21+는 팬텀그레이, 팬텀실버, 팬텀바이올렛, 팬텀핑크로 4가지 색상이 있다. S21 울트라는 팬텀블랙과 팬텀실버 두 가지 색상이 있다.

| Galaxy S21 | Galaxy S21     | Galaxy S21  | Galaxy S21+ | Galaxy S21+    | Galaxy S21+ | Galaxy S21 Ultra | Galaxy S21 Ultra | Galaxy S21 Ultra | Galaxy S21 FE | Galaxy S21 FE | Galaxy S21 FE |
| 색         | 이름           | 온라인 전용 | 색          | 이름           | 온라인 전용 | 색               | 이름             | 온라인 전용      | 색            | 이름          | 온라인 전용   |
|            | Phantom White  | No          |             | Phantom Silver | No          |                  | Phantom Silver   | No               |               | White         | No            |
|            | Phantom Gray   | No          |             | Phantom Black  | No          |                  | Phantom Black    | No               |               | Graphite      | No            |
|            | Phantom Violet | No          |             | Phantom Violet | No          |                  | Phantom Titanium | Yes              |               | Lavender      | No            |
|            | Phantom Pink   | No          |             | Phantom Gold   | Yes         |                  | Phantom Navy     | Yes              |               | Olive         | No            |
|            |                |             |             | Phantom Red    | Yes         |                  | Phantom Brown    | Yes              |               |               |               |